# آدرس بولوارد
آدرس بولوارد (انگلیسی: Address Boulevard) ساختمان مسکونی، اداری و تجاری ۷۳ طبقه مستقر در شهر دبی، امارات متحده عربی است، که در سال ۲۰۱۷ احداث گردید.